# Giorgos Katsaros

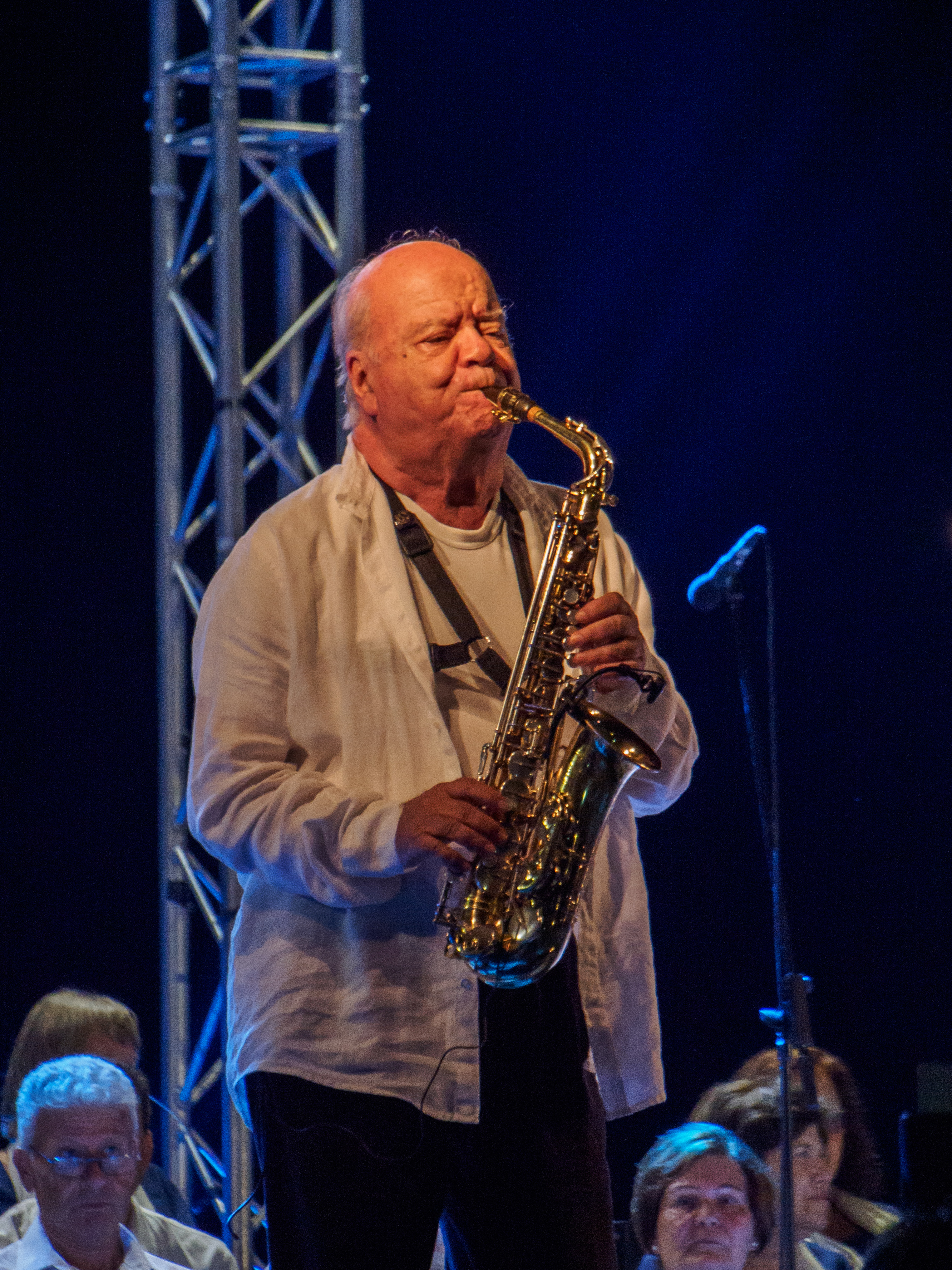
Giorgos Katsaros in 2019

Giorgos Katsaros (Grieks: Γιώργος Κατσαρός) (Korfoe, 7 maart 1934) is een Grieks musicus en componist. 
Katsaros werd geboren op Korfoe in 1934 en studeerde aan de Panteion University. Hij won prijzen op festivals in in Polen, België, Malta en Brazilië. In 1970 won hij in Rio de Janeiro met het nummer Kyra Giorgaina een songfestival. Het nummer werd later als "Onze Griek" door Ria Valk in 1971 op de plaat gezet.  Ten tijde van het kolonelsregime was hij dirigent van  Εθνικού Ιδρύματος Ραδιοφωνίας, de nationale radio-omroep.
- Bibliothèque nationale de France: cb14192537z (data)
- International Standard Name Identifier: 0000 0003 7247 0047
- Library of Congress Control Number: no98044552
- MusicBrainz: 4cf841c3-0a5f-44f5-b548-fd35822dc7b2
- Virtual International Authority File: 317275618
- WorldCat: E39PBJmHJv7GT7V9t3vdH8dG73